# Macadam (film)
Pour les articles homonymes, voir Macadam.
Pour plus de détails, voir Fiche technique et Distribution.
Macadam est un film français réalisé par Marcel Blistène et Jacques Feyder, sorti en 1946

## Synopsis
« Une histoire peu recommandable, située à Paris, où interviennent notamment une tenancière d'hôtel, l'hôtel Bijou, qui ne recule ni devant l'assassinat, ni devant la délation ; l'un de ses anciens complices traînant avec lui une sacoche bourrée de billets ; un camelot sympathique ; la maîtresse du gangster ; et la fille honnête de la tenancière. Trafics, meurtres, beuveries se succèdent en toute immoralité ».
La tenancière d’un hôtel louche, Mme Rose (Françoise Rosay) reçoit Victor (Paul Meurisse), qui doit se faire oublier quelque temps et lui confie une serviette pleine d’argent : Victor est abouché avec une prostituée, Gisèle (Simone Signoret), pour escroquer des pigeons et il est recherché. Mme Rose le fait dénoncer par Marcel (Paul Demange), un indic, pour garder le magot.
Simone (Andrée Clément), la fille de Mme Rose, déteste les manigances et les malversations de sa mère. Elle tombe amoureuse d’un camelot, François (Jacques Dacqumine), qui joue au marin baroudeur et cherche une chambre : elle le fait habiter dans l’hôtel de sa mère. À la suite d’un malentendu, Victor croit que François est le policier à sa poursuite et ils se battent, ce qui a pour effet d'accélérer son arrestation.
Dès lors Victor veut se venger. Il envoie Gisèle habiter l’hôtel de Mme Rose pour séduire Francois, mais François et Gisèle tombent amoureux, au grand dépit de Simone. Victor s'évade, il revient régler ses comptes mais aussi récupérer son magot et sa maîtresse,..

## Fiche technique
- Titre : Macadam
- Réalisation : Marcel Blistène
- Directeur artistique  : Jacques Feyder
- Scénario, Adaptation et Dialogue : Jacques Viot
- Décors : Jean d'Eaubonne
- Photographie : Louis Page
- Musique : Jean Wiéner et Marguerite Monnot
  - Chanson de Henri Contet
- Son : René-Christian Forget
- Montage : Isabelle Elman
- Production  : BUP Française et Tuscherer
- Directeur de production : Eugène Tuscherer
- Pays :  France
- Format :  Noir et blanc - 1,37:1 - 35 mm - Son mono
- Durée : 100 min
- Genre : Film dramatique, Film policier
- Date de sortie : 
  - France - 27 novembre 1946
- Visa d'exploitation : 4542
- Affiches : Marcel Jeanne, Bernard Lancy (France)

## Distribution
- Françoise Rosay : Mme Rose, la tenancière de l'hôtel
- Paul Meurisse : Victor Ménard, l'ancien complice de Mme Rose
- Andrée Clément : Simone, la fille de Mme Rose
- Jacques Dacqmine: François, le sympathique camelot
- Simone Signoret : Gisèle
- Paul Demange : Marcel, le coiffeur
- Jeannette Batti : Mona
- Marcelle Rexiane : la patronne du bistrot
- Liliane Lesaffre : une commère
- Yvonne Yma : une femme de détenu
- Georges Bever : Armand
- André Roanne : Marvejouls
- Félix Oudart : Léon
- André Nicard : le voleur de draps
- François Joux : un inspecteur
- Richard Francœur : le maître d'hôtel
- Jean Berton : Gazon
- Roger Vincent : le monsieur du Mans
- Franck Maurice : un agent
- Simone Max : La blanchisseuse
- Jacqueline Fontaine
- Marcel Rouzé
- Paul Barge
- Pierre Juvenet (sous réserves)
- Charles Dechamps (sous réserves)

## Accueil
Dossier de coupures de presse non numérisé à la BNF.